# Segno del campanile

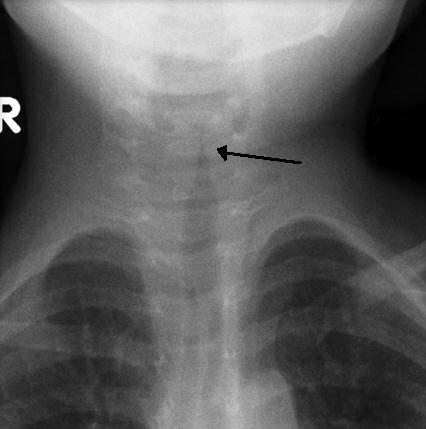
Radiografia antero-posteriore del collo in un bambino con tracheite che mostra il segno del campanile associato al restringimento della trachea.

In radiologia, il segno del campanile è un segno radiologico trovato su una radiografia del collo frontale in cui il restringimento tracheale subglottico produce la forma di un campanile di una chiesa all'interno della trachea stessa. La presenza del segno del campanile supporta una diagnosi di tracheite, solitamente causata da paramyxovirus. Può anche essere definito come la sostituzione dell'area quadrata dell'area subglottica con un restringimento a forma di cono appena distale rispetto alle corde vocali. Questo segno del campanile o il segno della punta di matita.